# Dean Motter
Dean Motter (né en 1953) est un artiste américain principalement connu comme scénariste de la bande dessinée Mister X et pour son travail de directeur artistique et designer de pochettes de disques, comic books et albums de bande dessinée.